# Jelek (Omen-album)
A Jelek az Omen zenekar negyedik nagylemeze, amely 1994-ben jelent meg a Hungaroton gondozásában. Ez volt az első Omen lemez Sárközi Lajos gitárossal. Szekeres Tamás kilépése után eredetileg Daczi Zsolt lett volna az új gitáros, azonban egyéb zenei elfoglaltságai miatt nem tudta vállalni a tagságot, így Sárközire esett a választás, aki korábban Nagyfi László tanítványaként tanult gitározni. Daczi Zsolt vendégként gitározik az albumon, a Várom a napot című dalban. A Jelek az Omen legsikeresebb nagylemeze. Olyan slágerek, mint a Pokoli évek, a Kurva vagy angyal vagy a Fagyott világ a lemez húzónótái lettek.
2015-ben a Jelek felkerült a legnagyobb hatású magyar metal-albumok listájára a 6. helyen.

## Az album dalai
1. Pokoli évek - (Sárközi L. - Kalapács J.) - 4:51
2. Koldusország kölyke - (Nagyfi L.) - 3:54
3. Alagút az éjszaka - (Sárközi L. - Kalapács J.) - 3:01
4. Kurva vagy angyal - (Sárközi L. - Kalapács J.) - 3:46
5. Szeresd a csavargót! - (Sárközi L. - Kalapács J.) - 3:42
6. Ne a pénz... - (Nagyfi L. - Kalapács J.) - 4:19
7. A sötétség tombol - (Nagyfi L.) - 4:03
8. Fagyott világ - (Sárközi L. - Kalapács J.) - 4:36
9. Várom a napot - (Nagyfi L.) - 4:17
10. Jelek a mélyből - (Nagyfi L.) - 4:34
11. Elég a harcból - (Edwin B.) - 5:09

A szövegeket Horvát Attila írta.

## Közreműködők
- Kalapács József - ének
- Nagyfi László - gitár
- Sárközi Lajos - gitár
- Ács András - basszusgitár
- Nagyfi Zoltán - dob

Vendég:
- Daczi Zsolt - gitár (Várom a napot)

## További információ
Hivatalos honlap